# ヨーク郡 (ニューブランズウィック州)

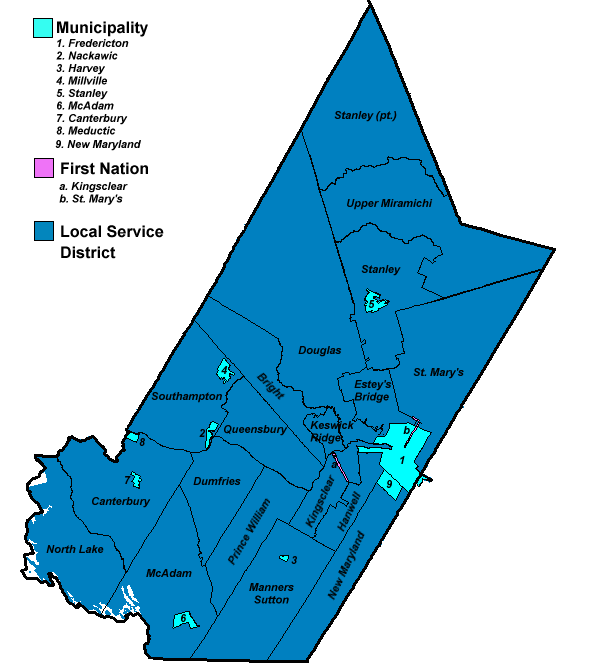
ヨーク郡

ヨーク郡（ヨークぐん、英語：York County、仏語：Comté d'York）は、カナダのニューブランズウィック州南西部に位置する地方行政区のひとつ。郡内には州都フレデリクトンを含み、都市部以外は農業や林業が主要産業となっている。サウスウエスト・ミラミチ川が郡の北部を流れている。

## 主な都市
- フレデリクトン
- 町（Town） - 1
- 村（Village） - 7